# 脇谷のトチノキ

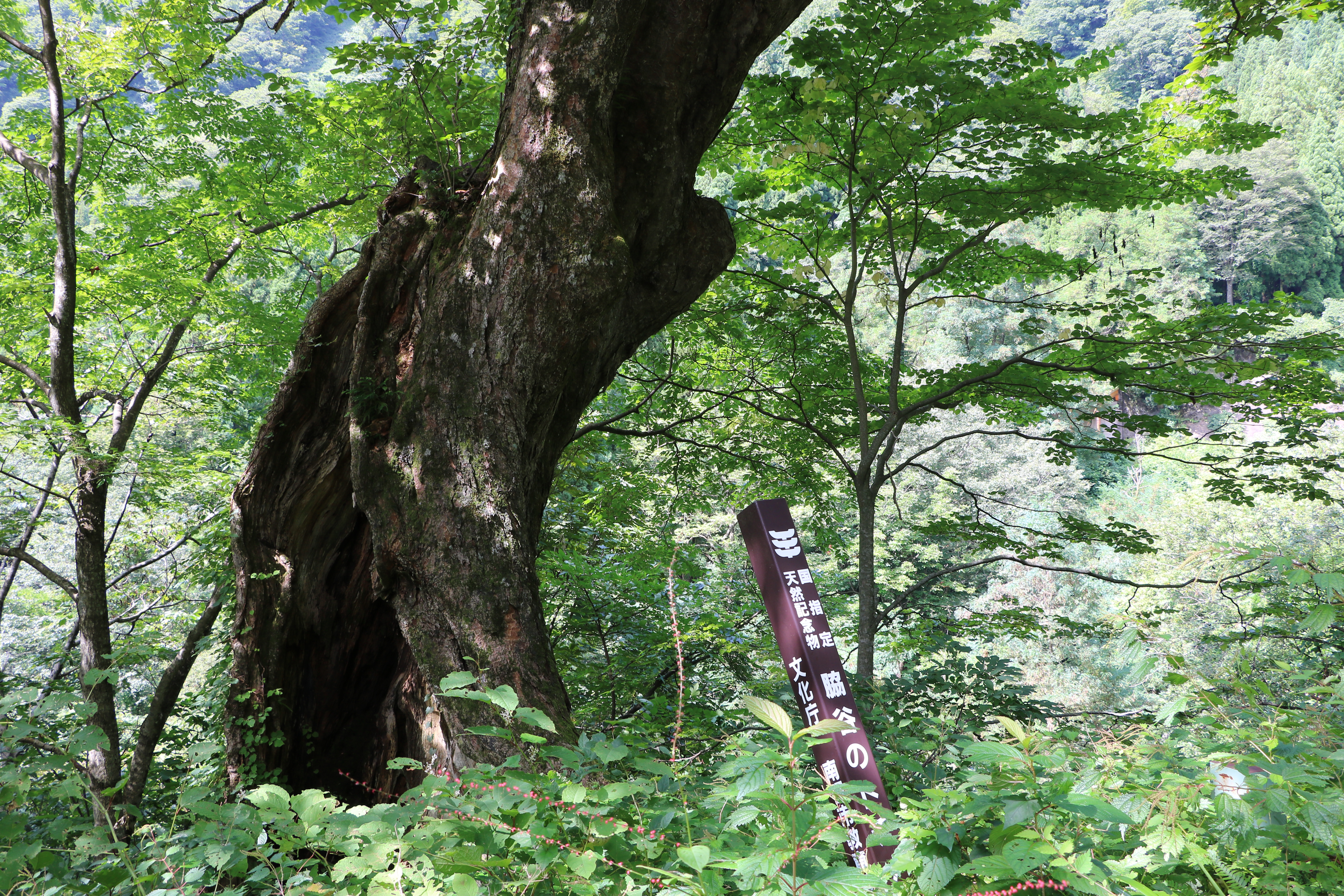
脇谷のトチノキ。2017年9月4日撮影。

脇谷のトチノキ（わきだにのトチノキ）は、富山県南砺市（以前の富山県東礪波郡利賀村、2004年11月1日に周辺町村と合併して、南砺市を新設して消滅）に生育しているトチノキの巨木である。推定の樹齢は伝承上は約1000年、実際は800年ほどといわれる。日本国内で最大級のトチノキであり、1926年（大正15年）に同じ利賀村内に生育していた「利賀のトチノキ」（とがのトチノキ、後に指定解除）とともに国の天然記念物に指定された。ただし、幹の内部が一部空洞化している上に雪害などで大枝が2本折損しているため、天然記念物指定時に比べて木のスケールは小さくなっている。

## 由来

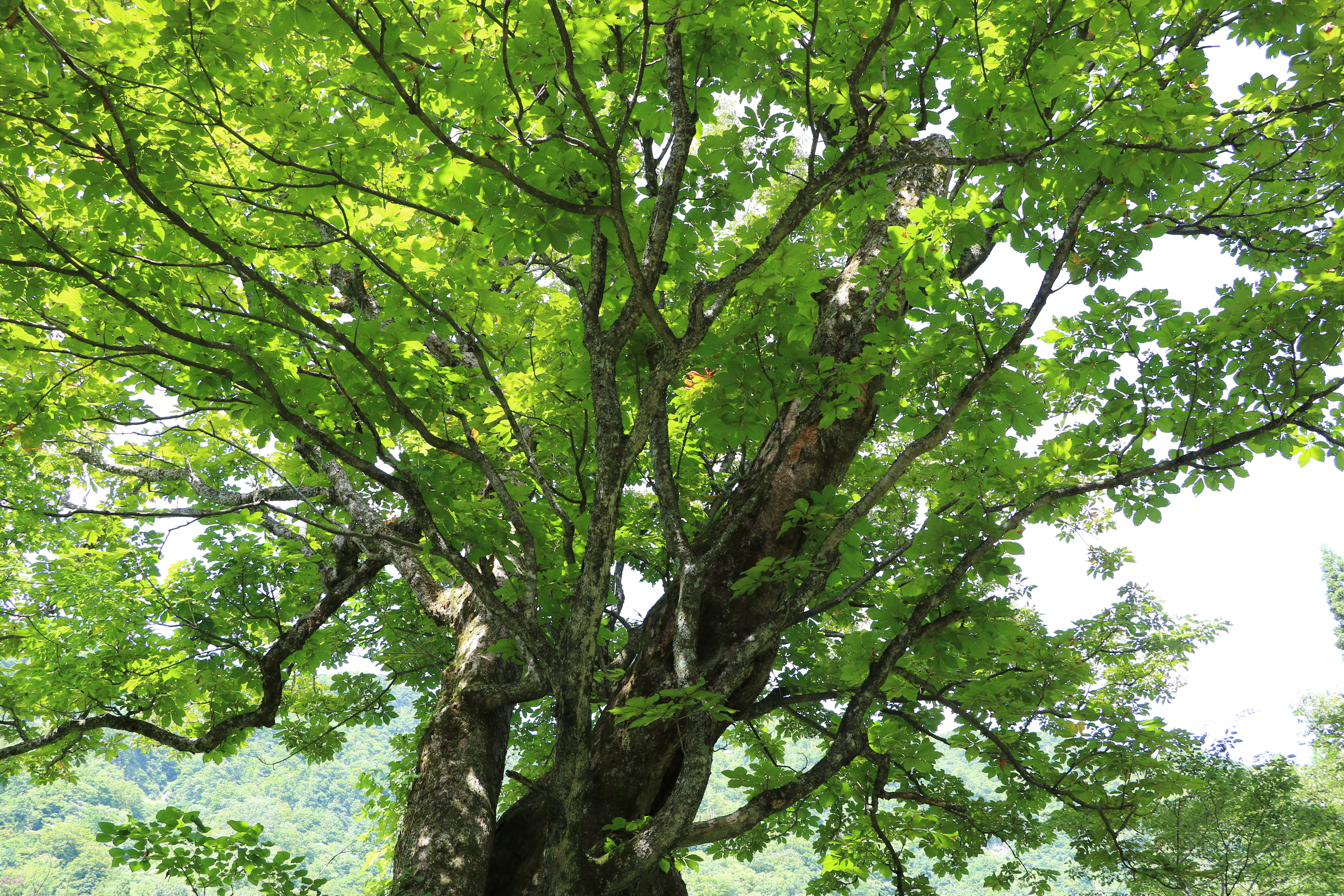
脇谷のトチノキ上部。2017年9月4日撮影。

利賀村は庄川の支流、利賀川を中心にして南北に細長く広がる山村で、南は岐阜県に接している。峡谷に挟まれた山間部の自治体のため、村外へ出るにもアクセスが困難で「秘境」といわれるほどの過疎地域であったが、合掌造りの建物を改造した「利賀山房」や、1982年（昭和57年）からの世界演劇祭「利賀フェスティバル」の開催などによって知名度を上げた。
利賀村には、日本国内最大級のトチノキが2本存在していた。旧利賀村役場のそばに生育していた「利賀のトチノキ」と、村の入り口近くに生育する「脇谷のトチノキ」である。2本とも推定の樹齢は伝承上は約1000年、実際は800年ほどといわれていた。トチノキの実は、かつて米の代用食として使われていたため大切に守られて、この山村に巨木2本が残されていた。利賀のトチノキと脇谷のトチノキは、1926年（大正15年）10月20日に同時に国の天然記念物に指定された。
脇谷のトチノキは傾斜地に生育し、北西側の土際が低くなっていて根が現れ、高い部分の土際とは約4メートルの差ができている。高い部分の土際で測った幹囲は約11.80メートル、そこから1.5メートル下の幹囲は約9.70メートルあった。幹の表面は通常のトチノキとは異なって瘤状の突起がほとんど見られず滑らかだが、楕円形に偏って発達し、内部は地上から約6メートル付近まで空洞になっている。幹の上部は空洞の上部分で2つに分かれ、異なる方向に伸びる大枝となっていた。大枝は南西側と北東側の双方に伸びていたが、北東側の大枝から分かれる枝の方が多かった。枝は毎年交互に花を咲かせるといわれ、両方向の枝が同時に花を咲かせる年は不吉だという迷信が伝えられていた。この迷信について評論家で巨木に関する著書の多い牧野和春は、「わずかな生産量（冨）を公平に分配することによって生活が維持されてきた山村の掟を暗示しているようで興味深い」と記述している。
この木は1981年（昭和56年）の豪雪で被害を受け、大枝が1本折損した。1988年（昭和63年）にも残っていた方の大枝が折損し、木のスケールは小さくなって樹勢も衰えてしまった。木の近くには南砺市教育委員会が設置した説明板の他に、折損前のかつての姿（昭和36年当時）をモノクローム写真で写しだした看板が1998年（平成16年）に設置されている。

## 利賀のトチノキ
利賀のトチノキは、旧利賀村役場近くの傾斜地に生育していた。北側と南側の土際の差は約1.5メートルあり、北側の方が高くなっていた。高い面に沿って測った幹囲は約10メートル、そこから1.5メートル上方で測った幹囲は約9.50メートルで脇谷のトチノキよりやや小さかったが、幹面には瘤が多くできていてコケ類や寄生木の着生も目立ち、根元からは清水が湧き出て「水持ちのトチ」として村人たちから敬われていた。
この木も脇谷のトチノキと同様に2つの方向に伸びた枝が毎年交互に花を咲かせたといい、やはり両方向の枝が同時に花を咲かせる年は不吉とされていた。脇谷のトチノキと同じく、1926年（大正15年）に国の天然記念物に指定された。しかし幹に大きな空洞があいて外皮だけで支える状態になっているなど樹勢の衰えが著しく、枯死が確認されたために伐採されて1998年（平成10年）に天然記念物指定が解除された。
伐採後の跡地には、幹の一部と説明板が残されている。根元から湧き出る清水は健在で、集落の水源として大切にされ続けている。

## 交通アクセス
所在地
- 富山県南砺市利賀村栗当字脇谷244[3]

交通
- 北陸自動車道砺波インターチェンジから車で約1時間[2]。